# ジョージ・キャムシェル
ジョージ・ヘンリー・キャムシェル（George Henry Camsell, 1902年11月27日 - 1966年3月7日）は、イングランド出身の元・プロサッカー選手、元・サッカーイングランド代表。
ミドルズブラFCでゴールを量産したストライカーで、ミドルズブラでの419試合で挙げた325得点は現在もミドルズブラのクラブ記録である。1926-27シーズンにフットボールリーグ・チャンピオンシップで達成した（37試合中）59得点という記録は、1シーズンでの得点としては当時の同リーグ最多記録であった。この記録は翌シーズンにエバートンFCのディキシー・ディーンの60得点に塗り替えられたものの、現在に至るまで歴代2位の記録である。これ以外にもキャリアで24回のハットトリックを達成しているほか、イングランド代表として9試合に出場し18得点を挙げており、代表としての1試合あたりの得点率（1試合あたり2得点）は現在もイングランド代表としては歴代1位である。これらの功績によりイングランド最高のストライカーと言われる。

## キャリア

### クラブチーム
1902年、イングランド・ダラムのフラムウェルゲート・ムーアに生まれる。キャリア初期は炭鉱労働に従事しながら ダラム・シティAFCに所属した。1925年、20試合で21得点を挙げた能力がミドルズブラFCに注目され、同年10月6日に契約金500ポンドでミドルズブラと契約。1925年10月31日のノッティンガム・フォレストFC戦でミドルズブラの一員としてデビューを飾ると、1925年から1939年にかけてミドルズブラで453試合に出場し345得点を挙げた。このうち325得点はリーグ戦で記録したもので、現在においてもイギリス史上通算5位の記録である。
ミドルズブラのクラブ記録のうち、1試合あたり得点率の最高記録（リーグ戦37試合で59得点）と、1シーズン中の全大会を通じた最高得点記録（63得点）はキャムシェルが保有しており、いずれの記録も1926-27シーズン（英語版）に樹立されている。同シーズン前までは当初出場機会を求めてバーンズリーFCへ移籍寸前の状態にまで至っていたが、残留しシーズンフル出場を果たした上での新記録であった。また1シーズン59得点の記録は現在に至るまでフットボールリーグ第2位の記録である。これを破ったのはディキシー・ディーンの60得点のみで、この記録はキャムシェルの記録樹立の翌シーズン（1927-28シーズン）に樹立されている。この他にもキャムシェルはキャリア通算で24回のハットトリックを決めている。
1939年4月10日、ミドルズブラの当時の本拠地エアーサム・パークで行われたレスターシティ戦を最後に引退。試合では両チーム通じて最初の得点を挙げ3対2で勝利している。

### イングランド代表
イングランド代表としては9試合にキャプテンとして出場し18得点を挙げた。1試合あたりの得点率（1試合あたり2得点）は、現在でもイングランド代表として国際試合に出場経験のある選手の中では最多記録である。この18得点の中には1929年11月20日に1930年ブリティッシュ・ホーム・チャンピオンシップ（英語版）でウェールズから挙げたハットトリックと、1929年5月11日にベルギーから挙げた4得点が含まれている。イングランド代表として出場した試合では毎試合得点しており、9試合連続得点の記録はスティーブ・ブルーマーに次いで第2位である。

## 現役引退後
1939年の現役引退後、第二次世界大戦中は一時地元の工場に勤務したものの、終戦後はミドルズブラFCのスタッフとなる。当初はスカウトを務め、まだ若手であったブライアン・クラフを見出した。その後はコーチも経験し、最終的にはクラブの秘書補佐を務めた。
キャムシェルは1963年にすべての職を退き、3年後の1966年、同年のワールドカップを前に63歳で死去した。2015年にはミドルズブラFCの新本拠地であるリバーサイド・スタジアムのスイートルームの一つにキャムシェルの名前が命名された。この他にも、スタジアム前にはキャムシェルと同じくミドルズブラの名選手であるジョージ・ハードウィックとウィルフ・マニオンの銅像が建立されているが、これにキャムシェルの銅像を加えようという動きも広まっており、クラブチームのスポークスマンは「クラブとして、我々はかつての英雄たちの栄誉を称え敬意を示している。キャムシェルも間違いなくその英雄のひとりだ」として、将来的な銅像設置の可能性を示唆している。

## 所属クラブ
- ???? - ???? エッシュ・ウィニングFC（英語版）
- ???? - ???? トー・ロー・タウンFC（英語版）
- 1920 - 1921 ダラム・シティAFC
- 1925 - 1939 ミドルズブラFC

## 獲得タイトル
ミドルズブラFC
- フットボールリーグ・チャンピオンシップ
  - 1926-1927, 1928-1929